# Свети Урбан (Штригова)
Свети Урбан је насељено место у саставу општине Штригова у Међимурској жупанији, Република Хрватска.

## Историја
До територијалне реорганизације у Хрватској налазио се у саставу старе општине Чаковец.

## Становништво
На попису становништва 2011. године, Свети Урбан је имао 481 становника.

## Попис1991.
На попису становништва 1991. године, насељено место Свети Урбан је имало 610 становника, следећег националног састава:
| Попис 1991.‍  | Попис 1991.‍  | Попис 1991.‍ | Попис 1991.‍ | Попис 1991.‍ |
| ------------ | ------------ | ----------- | ----------- | ----------- |
|              |              |             |             |             |
| Хрвати       | Хрвати       |             | 580         | 95,08%      |
| Словенци     | Словенци     |             | 24          | 3,93%       |
| Мађари       | Мађари       |             | 1           | 0,16%       |
| неопредељени | неопредељени |             | 1           | 0,16%       |
| непознато    | непознато    |             | 4           | 0,65%       |
| укупно: 610  |              |             |             |             |